# Kim Jeong-gwan
Kim Jeong-gwan (1º marzo 1970) è un ex schermidore sudcoreano, specializzato nella spada. Ha vinto una medaglia di bronzo ai Campionati mondiali di scherma.